# Szemrevaló
A Szemrevaló (Lovely) a Született feleségek (Desperate Housewives) című amerikai filmsorozat százhuszonhatodik epizódja. Az Amerikai Egyesült Államokban először az ABC (American Broadcasting Company) adó vetítette 2010. február 21-én.

## Az epizód cselekménye
Susan különös tette, hogy egy sztriptíztáncosnőt fogadott a házába, teljesen megbotránkoztatja a Lila Akác Köz lakóit. Ám, ahogy egyre jobban megismerik Robint, mindnyájan rájönnek, hogy a felszín alatt egy igazán értékes ember lakozik. Gabrielle-nek ugyanis segít Anát távol tartani Dannytől, miközben Lynette-et megtanítja bocsánatot kérni az emberektől. Aztán Mike fájós hátát segít helyre rakni, Bree-nek pedig tanácsot ad, miképp keltse fel Orson érdeklődését...

## Mary Alice epizódzáró monológja
- A narrátor, Mary Alice monológja az epizód végén így hangzik (a magyar változat alapján):

"Robin Gallaghernek igaza volt. Az emberek, akikkel a Lila Akác közben megismerkedett alaposan szemügyre vették. És meglátták az erkölcsi érzékét, hűséges szívét, meglepő bölcsességét, megbocsátó természetét. Egyesek figyelme bizony megakadt a hihetetlen szépségen is és csodálkozva tapasztalták, hogy tetszik nekik, amit látnak."

## Epizódcímek más nyelveken
- Angol: Lovely (Édes)
- Francia: Une femme nommée Désir (Egy nő, akit Vágynak hívtak)
- Olasz: Robin
- Német: Die Stripperin (A sztriptíztáncosnő)